# 班瑞家族
班瑞家族是角色扮演游戏《龙与地下城》中《被遗忘的国度》设定中虚构的一个卓尔精灵的家族。居住在魔索布莱城，他们是魔索布莱城的首席家族。这个家族设定是R·A·萨尔瓦多在《黑暗精灵三部曲》中创造的。
班瑞家族在魔索布莱城创建时就已经存在，已经超过了5000年的历史。
在小说《故土》中，班瑞家族还接收了被塔肯杜伊斯家族偷袭而残存的弗瑞斯家族的贵族。此外，班瑞家族也趁着杜垩登家族使用缚灵尸失败而惹怒罗丝的机会，消灭了杜垩登家族。

## 家族成员

### 班瑞主母
班瑞主母在卓尔精灵中是一个长寿者，已经有800岁。她有15个女儿，5个儿子。

### 崔尔·班瑞
崔尔·班瑞（Triel Baenre）是魔索布莱城术士学院的主母教长，地位仅次于各家族的主母。

### 贡夫·班瑞
贡夫·班瑞（Gromph Baenre）班瑞主母的長子，魔索布莱城的大法师，纳邦德尔时柱的操纵者。

### 賈拉索·班瑞
賈拉索·班瑞（Jarlaxle Baenre）應該被獻祭的班瑞家三子，達耶特傭兵團的頭子。

### 丹卓·班瑞
丹卓·班瑞家族的武技長，與崔斯特單挑時死亡。

### 伯殷永·班瑞
伯殷永·班瑞（Berg'inyon Baenre）是班瑞主母的幼子，崔斯特在格鬥武塔的同學，希望透過與恩崔立交戰來比較其與崔斯特武藝的高下，因而死亡。